# سیارک ۴۴۰۳
سیارک ۴۴۰۳ (به انگلیسی: 4403 Kuniharu، نامگذاری:1987EA) چهار هزار و چهارصد و سومین سیارک کشف شده‌است که در ۲ مارس ۱۹۸۷ کشف شد.
قدر مطلق سیارک برابر ۱۳٫۸۰ است.